# Euryproctus sentinis
Euryproctus sentinis là một loài tò vò trong họ Ichneumonidae.